# Ophiorrhiza perpusilla
Ophiorrhiza perpusilla là một loài thực vật có hoa trong họ Thiến thảo. Loài này được Blume ex DC. mô tả khoa học đầu tiên năm 1830.